# Gilbertnixonius biem
Gilbertnixonius biem – gatunek błonkówki z rodziny męczelkowatych, jedyny przedstawiciel rodzaju Gilbertnixonius.

## Zasięg występowania
Gatunek ten występuje w Tajlandii.

## Biologia i ekologia
Żywiciele Gilbertnixonius biem nie są znani.